# Platychelus
Platychelus är ett släkte av skalbaggar. Platychelus ingår i familjen Melolonthidae.

## Dottertaxa tillPlatychelus, i alfabetisk ordning[1]
- Platychelus aequatorialis
- Platychelus alternans
- Platychelus anomalus
- Platychelus basalis
- Platychelus brevis
- Platychelus caffer
- Platychelus cicatrix
- Platychelus conformis
- Platychelus dimidiatus
- Platychelus discolor
- Platychelus dispar
- Platychelus excentratus
- Platychelus expansus
- Platychelus fallax
- Platychelus gentilis
- Platychelus glabripennis
- Platychelus gravidus
- Platychelus hoploides
- Platychelus hottentottus
- Platychelus intermedius
- Platychelus jucundus
- Platychelus karrooensis
- Platychelus lepidotus
- Platychelus litigiosus
- Platychelus lupinus
- Platychelus lutosus
- Platychelus melanurus
- Platychelus musculus
- Platychelus nitens
- Platychelus nitidulus
- Platychelus puerilis
- Platychelus pugionatus
- Platychelus pusillus
- Platychelus pyropygus
- Platychelus retensus
- Platychelus semihirtus
- Platychelus semivirgatus
- Platychelus squamosus
- Platychelus transvaalensis
- Platychelus unguiculatus
- Platychelus virgatus